# 春咲小紅
「春咲小紅」（はるさきこべに）は、矢野顕子の5枚目のシングル。1981年2月1日発売。発売元はジャパンレコード（現・徳間ジャパンコミュニケーションズ）。

## 背景
- カネボウ化粧品の1981年春のキャンペーンのCMソングに起用され、5枚目のスタジオアルバム『ただいま。』（1981年5月1日発売）にも収録された。
- アルバムはシングルほどのヒットには至らなかった[1]。

## 制作
- 作詞はコピーライターの糸井重里が担当した。この年カネボウは「春咲小紅ミニミニ」のキャンペーン・タイトルで、容量を従来品の半分にした新製品の口紅「レディ80ミニ口紅」を中心にキャンペーンを行っていた。
- 「春咲小紅」とは新製品の口紅を漢字で表現したもので、当時カネボウが北京空港の免税店に初出店したばかりであったことから、中国のイメージを出すため漢字が用いられた[2][3]。
- この語はCM曲となった矢野の曲の表題ともなっているほか、歌詞の中にも取り入れられている。
- 「春咲小紅」（はるさきこべに）が「春先、神戸に」（はるさきこうべに）と聞こえることから、最初に発表された年に開催された、神戸ポートアイランド博覧会（ポートピア'81）と関係のある曲と誤解していた例も見られる[4]。
- 編曲のymoymo（イモイモ）はイエロー・マジック・オーケストラのツアー時のメンバー6人（細野晴臣・坂本龍一・高橋ユキヒロ・松武秀樹・大村憲司・矢野顕子）によるこの時だけの表記。
- 『ひとつだけ/the very best of 矢野顕子』のライナーノーツには「CMの為に割り切って製作した楽曲なのでそんなに愛着がない楽曲だった」と記している。
- カップリングの「在広東少年は」はアルバム『ごはんができたよ』とは別アレンジバージョンとなっている。コンピレーション盤『愛がたりない』にも収録されている。

## ディスクジャケット
- ジャケットは奥村靫正が手がけた。

## 記録
- オリコン週間シングルチャート最高位5位にチャートイン、37.0万枚を超える売上を記録[5]。
- 『ザ・ベストテン』（最高位は3位[6]）と『ザ・トップテン』にランキングされたが、ランキングされた際に出演したのは『ザ・ベストテン』[注釈 1]のみで、『ザ・トップテン』には出演しなかった。

## 収録曲
1. 春咲小紅
作詞：糸井重里、作曲：矢野顕子、編曲：ymoymo
2. 在広東少年
作詞・作曲・編曲：矢野顕子

## 他のバージョン
- 春咲小紅
  - 『春咲小紅』（1996年7月21日、 Epic、CDシングル2枚組） - 録音はJeff Bovaらを迎えての新録音。カップリング曲は「ひとつだけ」「サッちゃん」（共に新録音）。2枚目のCDが『AKKO-CHANG Special 76-96』。なお、ベスト・アルバム『ひとつだけ/the very best of 矢野顕子』（1996年、Epic）収録音源は、1981年のオリジナルバージョン。
  - 『harusaki-kobeni』（1996年、 dohb、マキシシングルCD） - 富家哲によるリミックス。ドラムンベース、アンビエント、ダブによる3曲。
  - 『harusaki-kobeni』（1996年、dohb、12インチLPレコード） - 富家哲リミックスによる3曲（うち2曲はCDとは別のミックス）に、砂原良徳によるリミックス1曲を加えた4曲。砂原によるリミックスは砂原のベストアルバム『Works '95-'05』（2007）にも収録。
  - 1997年、yes, mama ok?がカバー。アルバム『Q&A 65000』収録。
  - 1997年、モダンチョキチョキズがカバー。シングル『ピ ピカソ』に収録。また、同年公開の矢口史靖監督の映画『ひみつの花園』の主題歌。
  - 2004年、安藤裕子がカバー。マキシシングル『水色の調べ』収録。
  - 2012年、SEBASTIAN Xがカバー。コンピレーション盤『Happy Holidays!〜80's POPS COVERS〜』収録。
  - 2013年、5月3日・ひろしまフラワーフェスティバル「すみれステージ」で地元出身の歌手・神園さやかがカバー。
  - 2019年、W（ダブルユー）がカバー。配信限定ミニアルバム『ちょい悪デビル』収録。

- 在広東少年
  - 本シングル盤と同じバージョンは、コンピレーション盤『愛がたりない』（1995年発売）に収録されている。
  - 『KYLYN LIVE』（渡辺香津美、1979年） - 1979年6月、六本木ピットインで行われたKYLYN BANDの演奏でのライブ録音。ギターは渡辺香津美。
  - 『ごはんができたよ』（矢野、1980年） - シングルとはバージョンが異なる。ギターは大村憲司。
  - 『フェイカー・ホリック』（イエローマジックオーケストラ、1991年発売） - 第1回ワールドツアーでのボトムライン公演（ニューヨーク）の音源。ギターは渡辺香津美。
  - 『ワールド・ツアー1980』（イエローマジックオーケストラ、 1996年発売） - 第2回ワールドツアーの音源。ギターは大村憲司。
  - 『ライヴ・アット・武道館1980』（イエローマジックオーケストラ、1993年発売） - 1980年12月27日日本武道館で行われたYMOの演奏。ギターは大村憲司。
  - 『Home Girl Journey』（矢野、2000年） - ピアノ弾き語りによるセルフカバー。
  - 『飛ばしていくよ』（矢野、2014年） - 砂原良徳編曲。